# Swammerdamella chillcotti
Swammerdamella chillcotti är en tvåvingeart som beskrevs av Cook 1956. Swammerdamella chillcotti ingår i släktet Swammerdamella och familjen dyngmyggor.
Artens utbredningsområde är Manitoba. Inga underarter finns listade i Catalogue of Life.